# Giro d’Italia 2025/5. Etappe
Die 5. Etappe des Giro d’Italia 2025 fand am 14. Mai 2025 statt. Sie führte die 108. Austragung des italienischen Etappenrennens in Richtung Norden, wobei die Rundfahrt in Apulien blieb. Der Start erfolgte in Ceglie Messapica, ehe das Ziel nach 151 Kilometern in Matera erreicht wurde. Nach der Etappe hatten die Fahrer insgesamt 673,7 Kilometer zurückgelegt, was 19,57 % der Gesamtdistanz entspricht. Die Organisatoren der Rundfahrt bewerteten die Schwierigkeit der Etappe mit zwei von fünf Sternen.
Den Etappensieg sicherte sich der Däne Mads Pedersen (Lidl-Trek), der sich im Sprint des dezimierten Hauptfeldes vor Edoardo Zambanini (Bahrain Victorious) und Thomas Pidcock (Q36.5 Pro Cycling Team) durchsetzte. Zugleich baute er seinen Vorsprung in der Gesamtwertung aus und verteidigte das Rosa Trikot.

## Streckenverlauf
Der neutralisierte Start erfolgte in Ceglie Messapica beim Palasport 2006. Die ersten Kilometer führten durch das Zentrum des Startorts, wobei auch das Castello Ducale passiert wurde. Nach einer größeren Schleife wurde das Rennen nach acht Kilometern auf der SP581 freigegeben.
Nach dem offiziellen Start führte die Strecke ins nördliche Martina Franca, ehe es in Richtung Westen zum Golf von Tarent ging. Nördlich von Tarent wurde in Massafra nach 42,5 Kilometern der erste Zwischensprint ausgefahren, wobei die Organisatoren die Küstenstraße E90 nutzten, der die Fahrer bis Metaponto folgten. Zuvor wurde jedoch der zweite Zwischensprint nach 76,8 Kilometern in Marina di Ginosa ausgefahren. Nun ging es in der zweiten Etappenhälfte ins Landesinnere, wobei vor Bernalda die erste nicht kategorisierte Steigung absolviert werden musste. Hier wurde nach 100,4 Kilometern der Red Bull-Kilometer ausgefahren. Bei Kilometer 123 wurde in Montescaglioso (309 m) eine Bergwertung der 4. Kategorie ausgefahren. Nach der anschließenden Abfahrt erreichten die Fahrer bei Parco dei Monaci die Gravina di Matera, ehe es leicht bergauf ins nördliche Matera ging. Vom Castello Tramontano ging es im Finale bergab auf die SS7, die den Zielort im Westen umrundete und zur Zielankunft in Matera Nord führte. Die letzten Kilometer wiesen dabei leichte Steigungsprozente auf.
|                            | Ort              | Kilometer | Länge (km) | Höhe (m) | Ø Steigung | max. Steigung |
| -------------------------- | ---------------- | --------- | ---------- | -------- | ---------- | ------------- |
| neutralisierter Start      | Ceglie Messapica | -8        |            |          |            |               |
| offizieller Start          | SP581            | 0         |            |          |            |               |
| Zwischensprint             | Massafra         | 42,5      |            |          |            |               |
| Zwischensprint             | Marina di Ginosa | 76,8      |            |          |            |               |
| Red Bull-Kilometer         | Bernalda         | 100,4     |            |          |            |               |
| Bergwertung (4. Kategorie) | Montescaglioso   | 123       | 2,9        | 309      | 8,4 %      | unbekannt     |
| Ziel                       | Matera           | 151       |            |          |            |               |

## Rennverlauf
Mit Søren Kragh Andersen (Lidl-Trek) nahm ein Fahrer die 5. Etappe nicht in Angriff. In der frühen Rennphase setzten sich mit Davide Bais (Polti VisitMalta), Lorenzo Milesi (Movistar) und Giosuè Epis (Arkéa-B&B Hotels) drei Ausreißer vom Peloton ab. Das Trio fuhr einen Vorsprung von rund drei Minuten heraus.
Beim ersten Zwischensprint setzte sich Giosuè Epis vor Davide Bais und Lorenzo Milesi durch, ehe sich Mads Pedersen (Lidl-Trek) vor Jensen Plowright (Alpecin-Deceuninck) die meisten Punkte aus dem Hauptfeld sicherte. In Marina di Ginosa sicherten sich dieselben Fahrer in der identischen Reihenfolge die weiteren Punkte beim zweiten Zwischensprint. Da die Ausreißer zum Zeitpunkt des Red Bull-Kilometers noch nicht eingeholt worden waren, gingen die Zeitbonifikationen an die drei Ausreißer, wobei sich Giosuè Epis vor Davide Bais und Lorenzo Milesi die meisten Bonussekunden sicherte. Am Fuße des einzigen kategorisierten Anstiegs zerfiel die Ausreißergruppe. Während Giosuè Epis vom Hauptfeld eingeholt worden war, gewann Lorenzo Milesi vor Davide Bais die Bergwertung in Montescaglioso, ehe Jay Vine (UAE Team Emirates-XRG) das Peloton über die Kuppe führte. Im Anstieg waren unterdessen mit Olav Kooij (Visma-Lease a Bike), Kaden Groves (Alpecin-Deceuninck), Sam Bennett (Decathlon AG2R La Mondiale), Casper van Uden (Picnic PostNL), Matteo Moschetti (Q36.5) und Gerben Thijssen (Intermarché-Wanty) zahlreiche endschnelle Fahrer abgehängt worden.
Rund 13 Kilometer vor dem Ziel wurden auch die verbliebenen Ausreißer eingeholt und das UAE Team Emirates-XRG forcierte das Tempo im profilierten Finale. Nachdem auch Wout van Aert (Visma-Lease a Bike) distanziert worden war, ging es auf die letzten vier Kilometer, wobei Mathias Vacek (Lidl-Trek) die Tempoarbeit übernahm. Späte Angriffe von Primož Roglič (Red Bull-Bora-hansgrohe) und Damiano Caruso (Bahrain Victorious) brachten keine weitere Selektion und so kam es auf der leicht ansteigenden Zielgeraden zu einem Sprint einer rund 60 Fahrer umfassenden Gruppe. In diesem setzte sich Mads Pedersen vor Edoardo Zambanini (Bahrain Victorious) und Thomas Pidcock (Q36.5) durch, obwohl der Gesamtführende Däne auf den letzten Kilometern kurzzeitig zahlreiche Positionen verloren hatte.
Mit seinem dritten Etappensieg baute Mads Pedersen seinen Vorsprung gegenüber Primož Roglič auf 17 Sekunden aus. Mathias Vacek verblieb als bester Nachwuchsfahrer auf dem dritten Gesamtrang und liegt nun 24 Sekunden zurück. Weiters kam es auf der 5. Etappe zu keinen nennenswerten Veränderungen im Gesamtklassement, wobei Thomas Pidcock aufgrund der Zeitbonifikationen auf den 14. Platz vorrückte und nun 57 Sekunden zurückliegt. In der Punktewertung baute Mads Pedersen seinen Vorsprung auf 87 Punkte aus, während Lorenzo Fortunato (XDS Astana) seine Führung in der Bergwertung verteidigte. Das Team Lidl-Trek verblieb an der Spitze der Mannschaftswertung. Davide Bais wurde zum aktivsten Fahrer gewählt, wobei nach der Aufgabe von Søren Kragh Andersen alle 180 Starter der 5. Etappe das Ziel erreichten.

## Ergebnis
| \| Etappenergebnis \| Etappenergebnis \| Etappenergebnis \| Etappenergebnis \| Etappenergebnis \| \| Fahrer \| Fahrer \| Land \| Team \| Zeit \| \| --------------- \| ----------------- \| ---------------------- \| ----------------------------- \| --------------- \| \| 1. \| Mads Pedersen \| Dänemark \| Lidl-Trek \| 3 h 27 min 31 s \| \| 2. \| Edoardo Zambanini \| Italien \| Bahrain Victorious \| + 0 s \| \| 3. \| Thomas Pidcock \| Vereinigtes Königreich \| Q36.5 Pro Cycling Team \| + 0 s \| \| 4. \| Orluis Aular \| Venezuela \| Movistar Team \| + 0 s \| \| 5. \| Filippo Fiorelli \| Italien \| VF Group-Bardiani CSF-Faizanè \| + 0 s \| \| 6. \| Michael Storer \| Australien \| Tudor Pro Cycling Team \| + 0 s \| \| 7. \| Quentin Pacher \| Frankreich \| Groupama-FDJ \| + 0 s \| \| 8. \| Brandon Rivera \| Kolumbien \| Ineos Grenadiers \| + 0 s \| \| 9. \| Damiano Caruso \| Italien \| Bahrain Victorious \| + 0 s \| \| 10. \| Isaac Del Toro \| Mexiko \| UAE Team Emirates XRG \| + 0 s \| |                   |                        |                               |                 |
| |                   |                        |                               |                 |
| Quelle: ProCyclingStats |                   |                        |                               |                 |
| Etappenergebnis |                   |                        |                               |                 |
| Fahrer | Fahrer            | Land                   | Team                          | Zeit            |
| 1. | Mads Pedersen     | Dänemark               | Lidl-Trek                     | 3 h 27 min 31 s |
| 2. | Edoardo Zambanini | Italien                | Bahrain Victorious            | + 0 s           |
| 3. | Thomas Pidcock    | Vereinigtes Königreich | Q36.5 Pro Cycling Team        | + 0 s           |
| 4. | Orluis Aular      | Venezuela              | Movistar Team                 | + 0 s           |
| 5. | Filippo Fiorelli  | Italien                | VF Group-Bardiani CSF-Faizanè | + 0 s           |
| 6. | Michael Storer    | Australien             | Tudor Pro Cycling Team        | + 0 s           |
| 7. | Quentin Pacher    | Frankreich             | Groupama-FDJ                  | + 0 s           |
| 8. | Brandon Rivera    | Kolumbien              | Ineos Grenadiers              | + 0 s           |
| 9. | Damiano Caruso    | Italien                | Bahrain Victorious            | + 0 s           |
| 10. | Isaac Del Toro    | Mexiko                 | UAE Team Emirates XRG         | + 0 s           |

## Gesamtstände
| \| Gesamtwertung \| Gesamtwertung \| Gesamtwertung \| Gesamtwertung \| Gesamtwertung \| \| Fahrer \| Fahrer \| Land \| Team \| Zeit \| \| ------------- \| ----------------- \| ---------------------- \| ----------------------- \| ---------------- \| \| 1. \| Mads Pedersen \| Dänemark \| Lidl-Trek \| 15 h 11 min 52 s \| \| 2. \| Primož Roglič \| Slowenien \| Red Bull-Bora-Hansgrohe \| + 17 s \| \| 3. \| Mathias Vacek \| Tschechien \| Lidl-Trek \| + 24 s \| \| 4. \| Brandon McNulty \| Vereinigte Staaten \| UAE Team Emirates XRG \| + 31 s \| \| 5. \| Isaac Del Toro \| Mexiko \| UAE Team Emirates XRG \| + 32 s \| \| 6. \| Juan Ayuso \| Spanien \| UAE Team Emirates XRG \| + 35 s \| \| 7. \| Max Poole \| Vereinigtes Königreich \| Team Picnic-PostNL \| + 43 s \| \| 8. \| Antonio Tiberi \| Italien \| Bahrain Victorious \| + 44 s \| \| 9. \| Michael Storer \| Australien \| Tudor Pro Cycling Team \| + 46 s \| \| 10. \| Giulio Pellizzari \| Italien \| Red Bull-Bora-Hansgrohe \| + 50 s \| |                   |                        |                         |                  |
| |                   |                        |                         |                  |
| Quelle: ProCyclingStats |                   |                        |                         |                  |
| Gesamtwertung |                   |                        |                         |                  |
| Fahrer | Fahrer            | Land                   | Team                    | Zeit             |
| 1. | Mads Pedersen     | Dänemark               | Lidl-Trek               | 15 h 11 min 52 s |
| 2. | Primož Roglič     | Slowenien              | Red Bull-Bora-Hansgrohe | + 17 s           |
| 3. | Mathias Vacek     | Tschechien             | Lidl-Trek               | + 24 s           |
| 4. | Brandon McNulty   | Vereinigte Staaten     | UAE Team Emirates XRG   | + 31 s           |
| 5. | Isaac Del Toro    | Mexiko                 | UAE Team Emirates XRG   | + 32 s           |
| 6. | Juan Ayuso        | Spanien                | UAE Team Emirates XRG   | + 35 s           |
| 7. | Max Poole         | Vereinigtes Königreich | Team Picnic-PostNL      | + 43 s           |
| 8. | Antonio Tiberi    | Italien                | Bahrain Victorious      | + 44 s           |
| 9. | Michael Storer    | Australien             | Tudor Pro Cycling Team  | + 46 s           |
| 10. | Giulio Pellizzari | Italien                | Red Bull-Bora-Hansgrohe | + 50 s           |

| Punktewertung | Punktewertung      | Punktewertung          | Punktewertung              | Punktewertung |
| Fahrer        | Fahrer             | Land                   | Team                       | Punkte        |
| ------------- | ------------------ | ---------------------- | -------------------------- | ------------- |
| 1.            | Mads Pedersen      | Dänemark               | Lidl-Trek                  | 139 P.        |
| 2.            | Olav Kooij         | Niederlande            | Team Visma \| Lease a Bike | 52 P.         |
| 3.            | Casper van Uden    | Niederlande            | Team Picnic-PostNL         | 50 P.         |
| 4.            | Orluis Aular       | Venezuela              | Movistar Team              | 42 P.         |
| 5.            | Edoardo Zambanini  | Italien                | Bahrain Victorious         | 41 P.         |
| 6.            | Alessandro Tonelli | Italien                | Team Polti VisitMalta      | 35 P.         |
| 7.            | Thomas Pidcock     | Vereinigtes Königreich | Q36.5 Pro Cycling Team     | 31 P.         |
| 8.            | Maikel Zijlaard    | Niederlande            | Tudor Pro Cycling Team     | 25 P.         |
| 9.            | Giosuè Epis        | Italien                | Arkéa-B&B Hotels           | 24 P.         |
| 10.           | Corbin Strong      | Neuseeland             | Israel-Premier Tech        | 22 P.         |

| Bergwertung | Bergwertung        | Bergwertung | Bergwertung                   | Bergwertung |
| Fahrer      | Fahrer             | Land        | Team                          | Punkte      |
| ----------- | ------------------ | ----------- | ----------------------------- | ----------- |
| 1.          | Lorenzo Fortunato  | Italien     | XDS Astana Team               | 29 P.       |
| 2.          | Sylvain Moniquet   | Belgien     | Cofidis                       | 20 P.       |
| 3.          | Pello Bilbao       | Spanien     | Bahrain Victorious            | 12 P.       |
| 4.          | Alessandro Tonelli | Italien     | Team Polti VisitMalta         | 11 P.       |
| 5.          | Giulio Ciccone     | Italien     | Lidl-Trek                     | 9 P.        |
| 6.          | Alessandro Verre   | Italien     | Arkéa-B&B Hotels              | 8 P.        |
| 7.          | Chris Hamilton     | Australien  | Team Picnic-PostNL            | 6 P.        |
| 8.          | Mads Pedersen      | Dänemark    | Lidl-Trek                     | 4 P.        |
| 9.          | Mathias Vacek      | Tschechien  | Lidl-Trek                     | 4 P.        |
| 10.         | Manuele Tarozzi    | Italien     | VF Group-Bardiani CSF-Faizanè | 4 P.        |

| Nachwuchswertung | Nachwuchswertung  | Nachwuchswertung       | Nachwuchswertung        | Nachwuchswertung |
| Fahrer           | Fahrer            | Land                   | Team                    | Zeit             |
| ---------------- | ----------------- | ---------------------- | ----------------------- | ---------------- |
| 1.               | Mathias Vacek     | Tschechien             | Lidl-Trek               | 15 h 12 min 16 s |
| 2.               | Isaac Del Toro    | Mexiko                 | UAE Team Emirates XRG   | + 8 s            |
| 3.               | Juan Ayuso        | Spanien                | UAE Team Emirates XRG   | + 11 s           |
| 4.               | Max Poole         | Vereinigtes Königreich | Team Picnic-PostNL      | + 19 s           |
| 5.               | Antonio Tiberi    | Italien                | Bahrain Victorious      | + 20 s           |
| 6.               | Giulio Pellizzari | Italien                | Red Bull-Bora-Hansgrohe | + 26 s           |
| 7.               | Davide Piganzoli  | Italien                | Team Polti VisitMalta   | + 35 s           |
| 8.               | Felix Engelhardt  | Deutschland            | Team Jayco AlUla        | + 1 min 53 s     |
| 9.               | Martin Tjøtta     | Norwegen               | Arkéa-B&B Hotels        | + 2 min 35 s     |
| 10.              | Edoardo Zambanini | Italien                | Bahrain Victorious      | + 2 min 50 s     |

| Mannschaftswertung | Mannschaftswertung         | Mannschaftswertung           | Mannschaftswertung |
| Team               | Team                       | Land                         | Zeit               |
| ------------------ | -------------------------- | ---------------------------- | ------------------ |
| 1.                 | Lidl-Trek                  | Vereinigte Staaten           | 45 h 36 min 56 s   |
| 2.                 | UAE Team Emirates XRG      | Vereinigte Arabische Emirate | + 7 s              |
| 3.                 | Red Bull-BORA-hansgrohe    | Deutschland                  | + 15 s             |
| 4.                 | Movistar Team              | Spanien                      | + 1 min 35 s       |
| 5.                 | Team Jayco AlUla           | Australien                   | + 2 min 52 s       |
| 6.                 | XDS Astana Team            | Kasachstan                   | + 3 min 00 s       |
| 7.                 | Bahrain-Victorious         | Bahrain                      | + 3 min 24 s       |
| 8.                 | Ineos Grenadiers           | Vereinigtes Königreich       | + 3 min 55 s       |
| 9.                 | Team Picnic-PostNL         | Niederlande                  | + 4 min 37 s       |
| 10.                | Team Visma \| Lease a Bike | Niederlande                  | + 4 min 55 s       |

## Ausgeschiedene Fahrer
- Søren Kragh Andersen (Lidl-Trek): wegen Handgelenksbruch, den er sich bei einem Sturz auf der 4. Etappe zuzog, nicht gestartet.[4][5]